# Loučovice (stacja kolejowa)
Loučovice – stacja kolejowa w miejscowości Rožmberk nad Vltavou, w kraju południowoczeskim, w Czechach. Sama stacja położona jest około 4 km na południe od centrum miasta. Znajduje się na wysokości 565 m n.p.m..  
Na stacji nie ma możliwości zakupu biletów, a obsługa podróżnych odbywa się w pociągu.

## Linie kolejowe
- 195 Rybník - Lipno nad Vltavou